# منافسة (التجارية)

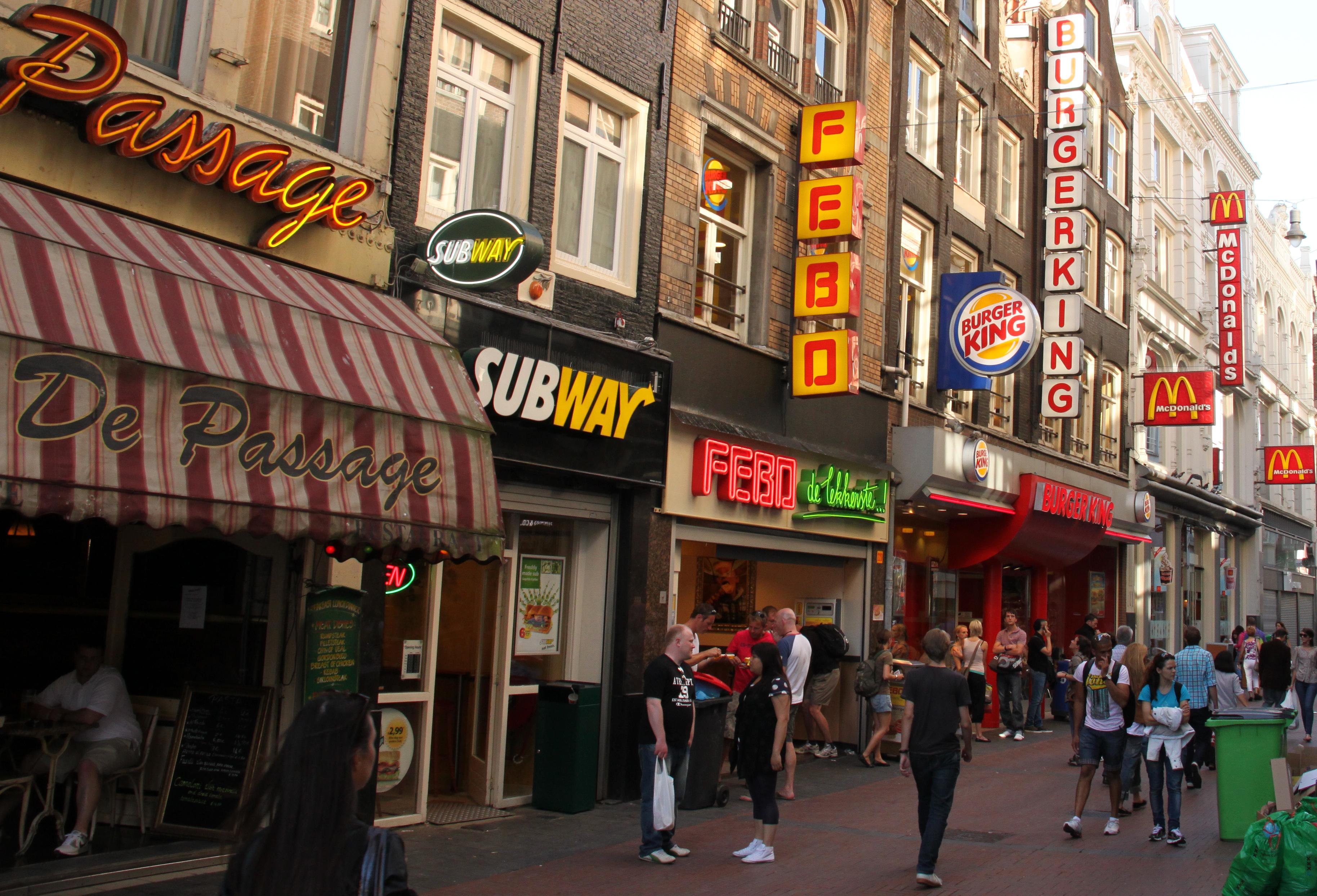

منافسة (التجارية) عبارة عن شركة أو مجموعة من الشركات الأخرى المنافسة التي لها نفس طبيعة العمل وتحاول أن تكسب عملاء؛ وأيضاً يمكن أن يرمز لها إلى احتمالية وجود منتجات بديلة أو دخول شركات جديدة إلى السوق.
إذا لم يوجد منافس لمنتج أو خدمة، فبالأغلب أنه لا يوجد إقبال ونجاح لهذا النوع من المنتجات، وهذا يدل على أهمية البيئة التنافسية في التجارة

## أسباب التنافسية
1. ضخامة السوق وتعدد الفرص في السوق العالمي
2. وفرة المعلومات عن السوق ومتغيراته
3. سهولة الاتصالات وتبادل المعلومات
4. تعـدد البدائل أمام متخذي القرارات
5. تدفق نتائج البحوث والتطورات التكنولوجية
6. انخفاض تأثير المحددات والقيود التقليدية

## تأثير التنافسية
1. تحول السوق إلى سوق مشترين
2. أصبحت التنافسية هي الوسيلة الوحيدة لضمان البقاء في الأسواق
3. أصبح اكتساب قدرة «ميزة» تنافسية (Competitive Advantage) هو التحدي الأكبر للإدارة المعاصرة

## مفهوم القدرة التنافسية
مجموعة المهارات والتقنيات والموارد والمزايا التي تستطيع الإدارة تنسيقها واستثمارها لتحقيق أمرين:
1. إنتاج قيم ومنافع أكبر للعميل (Customer Value)
2. الاختلاف عن المنافسين (Differentiation)

## تتمثل القدرة التنافسية في النماذج التالية
1. الجودة الأعلى للمنتجات والخدمات
2. الوقت الأقل في الإنتاج والتسليم للعميل
3. العناية بخدمة وحل مشكلات العملاء
4. المرونة في الإنتاج والتسويق وعلاقات العملاء
5. العـلاقات الأكفأ مع حلقات سلسلة التوزيع

## العوامل المؤثرة في البيئة التنافسية
1. عدد المنافسين القائمين
2. ضخامة عمل هؤلاء المنافسين
3. حصة التجارة لكل منافس
4. مقدار نجاح هذه الشركات
5. طريقة تسعيرهم لمنتجاتهم

## أقسام المنافسين
- منافسين مباشرين: شركات تبيع منتجات وخدمات شبيهة وبنفس المجال. على سبيل المثال من الشركات المنافسة في المملكة العربية السعودية:

في مجال الاتصالات: شركة موبايلي، شركة الاتصالات السعودية (STC)، وشركة زين
- منافسين غير مباشرين: شركات قد تكون في مجال صناعة مختلف ولكنها تنافس بشكل غير مباشر لأن منتجاتهم لديها القدرة على إبدال منتج على آخر. مثلا: قناة العربية وهي قناة إخبارية تتبع مجموعة (MBC) تعتبر من المنافسين الغير مباشرين للقنوات الرياضية.

## تحليل قوى التنافس
من الضروري معرفة مكونات المؤسسات الرئيسية واتجاهاتها المستقبلية؛ حتى يمكن التأثير فيها وتحديد آثارها السلبية. فلم تعد المؤسسات تواجه منافسين ينشطون في نـفس قطاع نشاطهـا فحسب، بل تعدّاه إلى قوى أخرى بمقدورها التأثير على مردودية القطاع إيجابيًا أو سلبيًا؛ وتسمى هذه القوى بقوى التنافس. (القوى التنافسية الخمسة لمايكل بورتر):
1. الداخلين الجدد والمحتملين
2. الموردون
3. شدة المزاحمة بين المؤسسات
4. العملاء
5. المنتجات البديلة

## تهديدات الداخلين الجدد
تتحدّد درجة خطورة الدّاخلين الجدد من خلال نوعية حواجز الدّخول التي يفرضها قطاع النشاط. ومن أهم العوامل التي تشكل حواجز الدخول:
- اقتصاديات الحجم

وتعني تلك الانخفاضات في التكلفة الوحدوية للمنتج «وظيفة تدخل في العملية الإنتاجية للمُنتَج»؛ يمكن أن نجده في كل وظائف المؤسسة: كالتصنيع، الشراء، البحث والتّطوير، التسويق، الخدمات. ويعد عاملاً حاسماً بالنسبة للداخلين الجدد، لأنها تضعهم بين أمرين، إما العمل على أساس إنتاج حجــم كبير وينتظر خطر رد فعل قوي من قبل المؤسسات المنافسة، وإما العمل على أساس حجم إنتاج صغير فيتحمل الداخلون الجدد جراء ذلك تكاليف باهظة.
- تمييز المنتج

ويعني ذلك أن المؤسسات الراسخة والمتمركزة بشكل جيد تملك صورة جيدة، وعملاء أوفياء؛ ويرجع ذلك إلى عدة أسباب منها، خدمات مقدَّمة للعملاء، اختلافات في المنتج، أو لأن المؤسسة كانت السَّباقة إلى هذا القطاع. ويشكّل التّمييز حاجزًا للدخول، حيث يتحمل الداخلون الجدد مصاريف باهظة؛ حتى يستقطبوا عملاء القطاع. ويؤدي هذا الجهد أحياناً إلى خسائر في البداية، ويتطلب وقتًا طويلاً لصنع صورة خاصة بالمؤسسات الجديدة.
- الاحتياج إلى رأس المال للمنافسين

تضطر المؤسسات الجديدة، إلى استثمار موارد مالية معتبرة للدخول في المنافسة. حتى إذا توفرت رؤوس الأموال في السوق المالية، فإنّ عملية الدخول تشكل مخاطرة لهذه الأموال، وهذا يعطي امتيازًا للمؤسسات المتواجدة في القطاع.
- الوصول إلى قنوات التوزيع

بمجرد أن يفكر الداخلون الجدد في توزيع منتجاتهم، فهذا يشكل بحدِّ ذاته حاجزًا للدخول. وباعتبار أن المؤسسات المتواجدة تَشغل قنوات التوزيع لتصريف منتجاتها، فإن المؤسسات الجديدة مطالبة بإقناع القنوات بقبول تصريف منتجاتها. ويحدث أن يكون علاقات طويلة مع قنوات التوزيع، وخدمات راقية، أو حتى علاقات خاصة جدًا، تتيح لهم الاستحواذ على قنوات التوزيع. فإذا استعصى على الدَّاخلين الجدد تخطي هذا الحاجز، فإنّهم مطالبين بإنشاء قنوات توزيع خاصة بهم.
- السياسة الحكومية

تلعب السياسة الحكومية دورًا في تشكيل حواجز الدُّخول إلى قطاع نشاط معين، فبإمكانها أن تحفز عملية الدُّخول، بتقديم تسهيلات، أو تَحول دون دخول المؤسسات الجديدة.

## خطوات التميز في البيئة التنافسية
المحافظة على العملاء من الأمور البالغة الأهمية والأساسية في الأعمال التجارية، فتصبح الحاجة ضرورية في البيئة التنافسية الكبيرة إلى إحراز تميز واختلاف عن المنافسين، وذلك عن طريق تقديم خدمات للزبائن تفوق توقعاتهم ويفوق ما يقدمه المنافسون من خدمات لزبائنهم. فالهدف من العمليات التجارية بناء جسر للثقة ما بين العميل والعمل التجاري في الدرجة الأولى ليشكل ذلك علاقة طويلة الأمد مبنية على قاعدة صلبة من الإخلاص والوفاء يصعب التأثير عليها أو تقليدها في أي بيئة تنافسية.

## كيفية تقديم عملاً مميزاً
- تحديد ما الذي يجعل ما يقدمه العمل التجاري خاص ومميز

عن طريق دراسة المنافسين، ومقارنة الخدمات المقدمة لعملائهم مع الخدمات المقدمة للعملاء في عملك التجاري، وطرح السؤال التالي: ما الذي يمكن تقديمه للعملاء بشكل أفضل من المنافسين؟ فلابد من وجود العديد من الأفكار المميزة الخاصة بالعمل والتي تجذب الزبون بشكل خاص، فعلى سبيل المثال: إذا كان العمل التجاري مختص بالبيع، فخدمة التوصيل المجاني أو حتى التوصيل السريع يعتبر خدمة مميزة يمكن أن تساعد وبشكل فعال على الحفاظ على ولاء وإخلاص الزبون. مع الملاحظة بأن عملية تخفيض السعر لا يمكن تصنيفها ضمن الخدمات.
- دراسة الأفكار المطروحة لتقرير مدى فائدتها وجدوى تطبيقها

فالخدمة المقدمة يجب أن تكون مضمونة بشكل 100% وليست مؤقتة أو مرتبطة باحتمالية التطبيق للزبون، فالعلاقة التي تنشأ بين العمل والزبون يجب أن تكون على قاعدة صلبة من الثقة المتبادلة. يجب دراسة الأفكار المطروحة من هذا المنظور، وفي حال الوصول إلى أي فكرة يمكن تطبيقها بشكل غير مستمر أو غير ثابت فينصح باستثنائها من التطبيق والبحث فقط عن الأفكار المضمونة التطبيق.
- اختيار واحدة أو اثنتين من الأفكار البراقة لتطبيقهم

عند الحديث عن عملية تطبيق الأفكار المميزة لا يعني ذلك التطبيق فقط، بل يجب أن يقترن التطبيق في إعلام العميل بهذه الخدمة ونشرها لتصل لغير الزبائن كنداء للانضمام إلى قاعدة العملاء، ويأتي هنا دور الإعلام في جميع الوسائل المتاحة من جرائد، مجلات، إعلانات في الأماكن العامة، الرسائل الإلكترونية وغيرها الكثير. فيجب أن تقترن هذه الخدمة مع اسم العمل التجاري فمجرد سماع العميل باسم العمل التجاري سيتبادر إلى ذهنه الخدمة أو الخدمات المقدمة. أثناء العملية الترويجية للخدمات المقدمة يجب مراعاة عدم ذكر «نقوم بتقديم خدمة جديدة» أو «قمنا بتطوير خدماتنا» فهذه العبارات تعطي إيحاء بأن مشكلة ما كانت وتم تغيرها.
- المحافظة على الإبداع والتقدم عن طريق إيجاد أفكار جديدة لخدمات العملاء

عن طريق الاستماع للعملاء ومتطلباتهم لتخرج بأفكار جديدة كبيرة ومنظمة تخدم العمل والزبون على حد سواء. ومما لا شك فيه فالتفاعل مع شكاويهم ستساعد في تطوير المنتج والخدمات المقدمة؛ فالخدمات المميزة هي التي ستقود العملاء إلى العمل التجاري وتحافظ عليهم في البيئة التنافسية.

## مواقع خارجية
- http://www.12manage.com/